# تل گلی
تل گلی مربوط به سده‌های میانه دوران‌های تاریخی پس از اسلام است و در شهرستان فراشبند، بخش مرکزی، دهستان آویز، حاشیه روستای تل گلی واقع شده و این اثر در تاریخ ۱۵ دی ۱۳۸۷ با شمارهٔ ثبت ۲۴۲۱۱ به‌عنوان یکی از آثار ملی ایران به ثبت رسیده است.